# Ascolta, si fa sera
Ascolta, si fa sera è un programma radiofonico italiano di ispirazione religiosa, trasmesso sulle frequenze di Rai Radio 1. In onda dal lunedì al venerdì, dalle 20:57 alle 21:00, propone riflessioni spirituali e morali con interventi di esponenti di diverse confessioni religiose, tra cui sacerdoti cattolici, pastori protestanti e rabbini. La trasmissione si pone l'obiettivo di offrire un momento di meditazione e raccoglimento, al termine della giornata.

## Storia
Trasmissione "storica" di Radio Rai, in quanto va in onda senza interruzioni dal 5 aprile 1970, deve la sua popolarità anche al fatto che succedeva alla popolarissima e seguitissima trasmissione Tutto il calcio minuto per minuto, dedicata alle radiocronache in diretta delle partite del campionato di calcio; inizialmente è stata condotta da padre Virginio Rotondi, il quale interveniva ai microfoni nelle puntate della domenica e del lunedì.

Nel corso degli anni il timone è passato a Savino Bonito, Gian Paolo Favero, don Ennio Innocenti e Filippo Anastasi.

Dagli anni novanta la conduzione del programma è così strutturata:
- un pastore evangelico il martedì;
- un rabbino ebreo il sabato, anche se la puntata viene sempre registrata nei giorni precedenti, per rispettare il riposo dello shabbat;
- cinque personalità cattoliche nel resto della settimana (che si alternano ai microfoni con una rotazione annuale o biennale che viene decisa dal GR, l'organo che ne cura la messa in onda).

Dal 1999 la durata è stata ridotta dai 5 minuti iniziali a 3 minuti e mezzo. Dal 2014 passa dalla fascia oraria 19:35-19:38, lasciando lo spazio al programma satirico #Hashtag Radio1, a quella 20:57-21:00; nel caso vi siano le partite di calcio, la trasmissione viene anticipata alle 20:40 subito dopo Zapping.
La sigla del programma è l'inizio della cantata Alles, was ihr tut mit Worten oder mit Werken (BuxWV 4)  di Dietrich Buxtehude.